# 순우곤
순우 곤(淳于髡)은 전국 시대 제나라의 관료이자 학자이다.

## 일화
원래는 제나라의 췌서(贅婿)였는데, 골계가 있고 말재주가 많아 제후들에게 사신으로 다니면서 굴욕을 당하지 않았다.

### 견토지쟁 (犬兎之爭)
제나라가 위나라를 치려 하자, 제나라 왕에게 말했다.
“한자로(韓子盧)라는 천하에 제일 빠른 개가 있고, 동곽준(東郭逡)이라는 해내에서 제일 교활한 토끼가 있습니다. 한자로가 동곽준을 쫓아 산을 세 번 돌고 산을 다섯 번 넘으니, 토끼가 먼저 기운이 다하고, 뒤이어 개도 자빠졌습니다. 이렇게 개와 토끼가 함께 죽으니, 농부가 수고하지 않고 다 얻었습니다. 지금 제나라와 위나라가 대치한 지 오래라 둔친 병사들이 많이 피폐하니, 신은 저 강한 진나라나 큰 초나라가 저 농부와 같은 공을 세울까 두렵습니다.”
제나라 왕은 이 말을 듣고 전쟁을 그쳤다.
한로(韓盧)라는 개와 동곽준(東郭㕙)이라는 토끼가 나오는 비슷한 우화를 송옥(宋玉)이 초 양왕에게 말하는 이야기가 《신서》에 실려 있다.

### 일명경인 (一鳴驚人)
당시 제나라 위왕은 수수께끼를 좋아하고, 주색을 즐기며 정사를 경대부들에게 맡겼는데, 관리들도 어지럽고 외적의 침입을 받아 나라가 위태로웠으나 아무도 간하지 못했다. 그때 순우곤이 수수께끼를 내었다.
“나라에 커다란 새가 있는데, 왕의 정원에 있으면서 3년 동안 날지도 울지도 않습니다. 이 새가 뭔지 아십니까?”
왕이 대답했다.
“그 새가 날지 않을 뿐이지, 한 번 날아오르면 하늘을 뚫을 것이요, 그 새가 울지 않을 뿐이지, 울면 사람들을 놀래리라!”
그러더니 즉시 현령과 현장 72명을 불러들여 한 명은 상을 주고 한 명은 주살하고, 병사들을 일으켜 출진하니 제후들은 놀라 침탈한 땅을 돌려주었다.

### 맹자와의 대담
맹자와 여러 번 문답을 주고받은 것이 《맹자》에 기록되어 있다.
순우곤이 물었다. “남녀가 서로 손을 주고받지 않는 것이 예입니까?”
맹자가 답했다. “그렇습니다.”
“형수가 물에 빠지면 손으로 건져내야 합니까?”
“형수가 물에 빠졌는데 안 건지는 건 이리나 승냥이 따위나 하는 짓입니다. 남녀가 손수 주고받지 않는 것은 예이고, 형수를 손으로 건져내는 것은 권도이지요.”
“천하가 물에 빠졌는데 왜 안 건져내십니까?”
“천하가 물에 빠지면 도(道)로 건져내고, 형수가 물에 빠지면 손으로 건져내는 것이지요. 선생께선 손으로 천하를 건져내십니까?”